# Thecla feretria
Thecla feretria är en fjärilsart som beskrevs av William Chapman Hewitson 1878. Thecla feretria ingår i släktet Thecla och familjen juvelvingar. Inga underarter finns listade i Catalogue of Life.